# Västmanlands mellersta domsaga
Västmanlands mellersta domsaga var en domsaga i Västmanlands län. Den bildades 1929 genom sammanslagning av  Västmanlands norra domsaga och del av Västmanlands södra domsaga.  Domsagan upplöstes 1971 i samband med tingsrättsreformen i Sverige och överfördes då till Västmanlands mellersta tingsrätt och Västerås tingsrätt.
Domsagan ingick i Svea hovrätts domkrets.

## Härader
Domsagan omfattade:
- Vagnsbro härad
- Norrbo härad
- Tuhundra härad
- Siende härad
- Yttertjurbo härad
- Gamla Norbergs bergslag

## Tingslag

### Från 1929
- Siende och Norrbo tingslag
- Gamla Norbergs tingslag

### Från 1948
- Västmanlands mellersta domsagas tingslag

## Häradshövdingar
- 1929–1936 Albert Birger Malmström
- 1936–1956 Sven Erik Helmer Turén
- 1957–1970 Sven-David Holger Sanne